# Pablo Runyan
Pablo Runyan Kelting (Panamá, 1925-Madrid, 14 de febrero de 2002) fue un pintor realista y surrealista que vivió y trabajó en Madrid desde 1951 hasta el día de su fallecimiento.

## Biografía
Hijo de un afamado médico especializado en enfermedades tropicales y una madre especialista en el cultivo de los bonsái, vivió en Panamá hasta 1943. Se mudó a Nueva York y conoció a la escritora Anaïs Nin que se hizo su protectora. Ella le introdujo en la elitista academia de pintura Max Ernst. Fue amigo de André Breton, Peggy Guggenheim, Max Ernst, Ava Gardner o Leonard Bernstein.
Inseguro a que dedicarse, la literatura o la pintura, se alisto por lo pronto en la marina mercante dando vueltas al mundo, y aprovechando del viaje para escribir una novela, hasta llegar a Europa. Vivió en París y Londres pero finalmente se afincó en Madrid en 1951, donde volvió a pintar y haciendo trabajos en el cine y teatro con personalidades como Luis Buñuel o Carlos Saura. Con Saura trabajó en Llanto por un bandido interpretando a un pintor inglés que retrataba a El Tempranillo, interpretado por Paco Rabal. Ava Gardner le visitó frecuentemente en su casa de Madrid, donde la casa de Runyan se convirtió en un lugar de encuentro de personalidades del cine y pintura.
Desde 1970 se dedicó exclusivamente a la pintura, exponiendo sus obras en Galerías como Galería Clan o Juana Mordo, y participando junto con artistas como Juan Prat en la Galería Vandrès de Gloria Kirby,1972, con Daniel Garbade en ARCO 1984, o Jaume Plensa, Eduardo Chillida y Antonio Saura en la Fundación March,1998.

## Exposiciones individuales
- Instituto Nacional, Panamá,1949 y 1950
- Galería Clan (Tomas Seral), Madrid, España,1953
- Galería Provenza, Tánger,1954
- Galería Fernando Fe, Madrid, España, 1956
- Galería Vandrés, Madrid, España, 1972
- Galería Arvil, México D.F.1974
- Galería Etienne de Causans, París, Francia,1981
- Galería Juana Mordó, Madrid, España,1982
- Commonwealth Club, San Francisco, California, Estados Unidos,1984
- Galería Walcheturn de Zúrich, ARCO, Madrid, España,1985
- Sala C.A.I. Luzan, Zaragoza,1990

## Premios
Medallas del Círculo de Escritores Cinematográficos
| Año  | Categoría          | Película             | Resultado |
| ---- | ------------------ | -------------------- | --------- |
| 1967 | Mejor ambientación | Si volvemos a vernos | Ganador   |